# Heriades dalmaticus
Heriades dalmaticus är en biart som beskrevs av Maidl 1922. Heriades dalmaticus ingår i släktet väggbin, och familjen buksamlarbin.

## Underarter
Arten delas in i följande underarter:
- H. d. dalmaticus
- H. d. troodicus